# 361183 Tandon
361183 Tandon è un asteroide della fascia principale. Scoperto nel 2006, presenta un'orbita caratterizzata da un semiasse maggiore pari a 2,7221632 UA e da un'eccentricità di 0,1401667, inclinata di 8,96588° rispetto all'eclittica.